# Amberg (Unterallgäu)
Amberg település Németországban, azon belül Bajorországban. Lakosainak száma 1469 fő (2023. december 31.).

## Népesség
A település népessége az elmúlt években az alábbi módon változott:
| Lakosok száma | 442  | 955  | 834  | 994  | 1437 | 1415 | 1437 | 1454 | 1502 | 1469 |
|               | 1875 | 1950 | 1975 | 1987 | 2012 | 2014 | 2016 | 2017 | 2021 | 2023 |